# Национален историко-археологически резерват „Плиска“
Националният историко-археологически резерват „Плиска“ се намира на 28 километра североизточно от град Шумен и на 3 километра от съвременния град Плиска. Той е част от Стоте национални туристически обекта.
Плиска е първата столица на България и люлката на днешната българска държава. От основаването на българската държава през 681 г. от хан Аспарух до 893 г. Плиска е освен столица и един от най-големите и богати градове в Европа и света. Тя е забележителна с архитектурата си, която българите носят от своите предишни населения.
Построени са три отбранителни пояса. Първият е дълбок земен ров с висок насип, който огражда Външния град. Вторият е направен от огромни каменни блокове, образуващи висока около 12 м крепостна стена, която на всяка стена има по 2 петоъгълни кули и порта, а главният вход е на източната крепостна стена. Третият пояс е тухлено укрепление, защитаващо цитаделата. Целият ограден от стени комплекс е разположен върху площ от 0,5 кв. км. Градът е бил гигантски за сревновековните мащаби – 23,3 кв. км. Дворецът на кан Крум е построен върху 500 кв. м и е сред най-забележителните паметници. Историците са открили и тайни изходи, през които аристокрацията и населението са можели да избягат от града по време на обсада. В двореца е имало водохранилище и просторни бани. С времето на управлението на кан Омуртаг (814 – 831) се свръзва второто разширяване на града. Той дозавършва крепостните стени, гради езически храмове и построява т. нар. Тронна зала. Във Вътрешния град най-добре запазената сграда е Големият дворец. Във Външния град са открити останки от жилища, работилници, квартални църкви и стопански сгради.
На 1,3 км от източната порта на Вътрешния град се намира Голямата базилика – най-големият християнски храм в Югоизточна Европа от времето на покръстването на българския народ.
Разкритите останки са консервирани и са обособени като музей на открито, който може да бъде посетен и в неработно време. Находки от резервата са изложени в музейната експозиция и са свързани най-вече с бита, материалната и духовна култура на жителите на старата столица.
Традиционно в националния историко-археологически резерват „Плиска“ се провежда Летният археологически семинар, в който ученици от средни училища в България правят разкопки заедно с археолозите и слушат лекциите на известни български историци. Летният археологически семинар през 2007 г. е под патронажа на президента на България.

## Галерия
- Жилищни помещения в царския дворец
- Сградата на музея в Стария град
- Експозиция в музея на комплекса
- Руини от царския дворец